# Le Cévenol
Pour les articles homonymes, voir Cévenol.
Le Cévenol est un train grandes lignes de la SNCF. Il a relié quotidiennement Paris à Marseille via Clermont-Ferrand et Nîmes de 1979 à 2007. À partir de cette date, la desserte a été réduite plusieurs fois et le parcours restant (Clermont-Ferrand - Nîmes) est devenu un TER en 2018.
Le nom Cévenol a disparu avant la fin des circulations de Paris à Marseille et a été utilisé officieusement pour désigner le TER sur le tronçon restant. Ce nom est aujourd'hui de nouveau utilisé dans les communications de la SNCF et de la région Occitanie et les rames Régiolis utilisées pour cette liaison sont pelliculés « La Région Occitanie aime son Cévenol ! ».
Ce train circule dans des paysages pittoresques notamment lorsqu'il emprunte la vallée de l'Allier qu'il est possible de contempler grâce à sa faible vitesse, en raison du tracé sinueux de la voie.

## Histoire
Créé en 1955, Le Cévenol, reliant Clermont-Ferrand à Marseille via Alès et Nîmes, est assuré par des autorails X 2400 et remorques. Il commence à Vichy et au Mont-Dore en saison estivale. À partir du 31 mai 1959, pour faire profiter pleinement du paysage aux voyageurs, il est assuré avec les nouveaux autorails panoramiques X 4200 et remorques. À partir de 1978, les autorails modernisés X 2800, bien que non panoramiques, remplacent les X 4200. À partir de mai 1979, Le Cévenol relie quotidiennement et directement Paris à Marseille via Vichy, Clermont-Ferrand, les Gorges de l'Allier, le Parc national des Cévennes, Alès et Nîmes. Les autorails et leurs remorques laissent la place à des rames Corail de 8 voitures et le train est renuméroté 5957 et 5958.
À partir de 1980, Le Cévenol comporte alors une voiture d'animation et de spectacle (création des trains « LoisirRail ») durant l’été, avec à bord du Cévenol, une antenne radio qui diffuse des interviews et des commentaires sur les régions traversées, où se raconte, entre autres, la terrible histoire de La Bête du Gévaudan, avec des animateurs, dont Bernard Pinet, de nombreux artistes, parmi lesquels Marc Jolivet, Pierre Jolivet et Dani Lary, des spectacles, des concerts et des conférenciers, dont Henri Vincenot auteur de Le Pape des Escargots et Les Etoiles de Compostelle, une voiture-bar, un service de restauration à la place en première classe et un wagon-porte-autos.
Malgré un grand succès commercial et médiatique immédiat, les prestations et les animations de qualité proposées à bord du train Le Cévenol s'étiolèrent rapidement et disparurent, à cause de changements de paradigmes politiques. Puis, Le Cévenol cessa d'assurer la ligne Paris Marseille via Clermont-Ferrand.
En décembre 2007, du fait de la mise en service des rames Téoz entre Paris et Clermont-Ferrand, la liaison directe depuis Paris est suspendue et les trains sont renumérotés 15957 et 15952 entre Clermont-Ferrand et Marseille. Ainsi, comme avant 1979, un changement de train est nécessaire à Clermont-Ferrand. Il en est de même pour son homologue « L’Aubrac ». Ce train perd alors son nom de baptême « Cévenol », qu'il aura conservé durant 28 ans comme rame Corail et 53 ans sous toutes ses formes.
En 2008, une réduction de la vitesse à 30 km/h est appliquée sur les 67 km qui séparent Langeac et Langogne. Le temps de parcours est allongé d’une heure et les correspondances à Clermont-Ferrand pour Paris et à La Bastide pour Mende et vice-versa sont en partie supprimées et la traction diesel est conservée entre Nîmes et Marseille alors que la ligne est électrifiée. Le croisement des deux trains s'effectue alors en gare de Langogne. La composition est réduite à 4 voitures à 2009 et 3 voitures en 2010. En 2009 débutent des travaux de rénovation de la voie entre Langeac et Langogne (Plan Rail Auvergne) ce qui permet de limiter la zone de réduction de vitesse, maintenue toutefois à 40 km/h en 2010 sur 23 km, sur le tronçon Monistrol-d'Allier / Chapeauroux. Le temps de parcours est alors réduit de 30 min et les correspondances rétablies à Clermont-Ferrand et La Bastide.
Jusqu'en 2012, le train, prolongé à Marseille par la ligne de la Côte Bleue, est limité à Nîmes dès 2013, comme convenu dans la convention des trains d'équilibre du territoire, justifiant aussi la saturation de la gare de Marseille-Saint-Charles, et ce malgré une annonce du président de la SNCF annonçant son retour à Marseille pour avril 2013. Les gares desservies dans les Bouches-du-Rhône étaient Tarascon, Arles, Miramas et Marseille-Saint-Charles.
En décembre 2016, lors des États Généraux du Rail et de l'Intermodalité de la région Occitanie, il est annoncé que cette région deviendra la nouvelle autorité organisatrice du Cévenol à compter du 1er janvier 2018. L'État s'est également engagé pour le renouvellement du matériel roulant à hauteur de 30 millions d'euros, par l'acquisition de rames Coradia Liner, et pour « la pérennisation des infrastructures de cette ligne ». Au 1er janvier 2018, ce train devient donc un TER Occitanie, sous les numéros 877952 et 877959.

## Description
La longueur totale du parcours est de 863 kilomètres, qui se décomposent de la manière suivante :
- Paris - Clermont-Ferrand : 420 kilomètres, à double voie, en traction électrique ;
- Clermont-Ferrand - Nîmes : 303 kilomètres, à double voie jusqu’à Arvant (bifurcation vers Aurillac et Béziers), voie unique ensuite jusqu’à Alès puis double voie entre Alès et Nîmes, traction diesel en totalité ;
- Nîmes - Marseille : 140 kilomètres, à double voie électrifiée, traction diesel maintenue jusqu’à Marseille depuis décembre 2008 (pour éviter un changement de machines et des manœuvres sur les voies principales à Nîmes).

Outre une rupture de charge et un changement de traction à Clermont-Ferrand, Le Cévenol était astreint à un rebroussement par pousse pour la desserte de la gare de Nîmes-voyageurs au niveau du Poste 3 (triage de Nîmes-Courbessac), le raccordement à la ligne du littoral Narbonne-Marseille étant situé à l’est de la ville.
Le Cévenol est un train du service régulier dont le temps de parcours entre les deux métropoles régionales de Nîmes et Clermont-Ferrand reste concurrentiel par rapport à un détour coûteux via Lyon, où la correspondance n’est pas toujours aisée en fonction des différentes gares d’arrivée possibles. Cependant on note aussi tout l’intérêt touristique de cette liaison, notamment sur les parcours montagneux entre Brioude et Alès, dénommé Ligne des Cévennes :
- Il remonte d’abord la vallée de l’Allier, passant à Issoire (km 456), Brioude (km 489,1) et Saint-Georges-d'Aurac (km 512,9 - bifurcation vers Lyon et Saint-Étienne via Le Puy-en-Velay), avant de s’engager dans des gorges sauvages à partir de Langeac (km 520,5) où la voie ferrée est seule dans un paysage grandiose, suivant un tracé en corniche spectaculaire de 67 km au-dessus de l’Allier, jalonné de nombreux tunnels et viaducs ;
- Après Langogne (km 587,1) la vallée s’élargit à nouveau, puis Le Cévenol remonte l’Allier jusqu’à La Bastide-Puylaurent (km 606,6), point culminant de la ligne (altitude 1 023 m, embranchement ferroviaire vers Mende), franchit la ligne de séparation des eaux Atlantique-Méditerranée et entreprend une descente vertigineuse à travers les contreforts des vallées Cévenoles, pour rejoindre l’ancien bassin houiller d’Alès (km 674,1), porte des Cévennes, et de poursuivre son chemin dans la plaine du Gardon, qu’il quitte peu avant d’arriver à Nîmes ;
- Cette section de ligne comporte de nombreux ouvrages d’art importants, dont plusieurs viaducs remarquables, souvent en courbe et/ou en pente, notamment à Monistrol-d'Allier (Viaduc de Fontannes - km 545,7), Chapeauroux (km 567,3), Villefort (Viaduc de l'Altier - km 625,4), Concoules (Viaduc de La Malautière - km 632,2) et Chamborigaud (Viaduc du Luech - km 646,1), sans doute le plus impressionnant, car en demi-cercle quasi complet asymétrique de 240m de rayon (12 arches de 14m d'ouverture côté nord) et 200 m de rayon (17 arches de 8m d'ouverture côté sud). Ces trois derniers ouvrages ont été construits par l’ingénieur nîmois Charles Dombre.

## Service depuis 2018
En 5 heures à 5 h 28, la  ligne parcours 303 kilomètres et dessert 21 gares : Clermont-Ferrand, Clermont-La Pardieu, Issoire, Brassac-les-Mines, Arvant, Brioude, Saint-Georges-d'Aurac, Langeac, Monistrol-d'Allier, Alleyras, Chapeauroux, Langogne, Luc, La Bastide - Saint-Laurent-les-Bains, Villefort, Génolhac, Chamborigaud, Grand'Combe-La Pise, Alès, Saint-Geniès-de-Malgoirès et Nîmes.

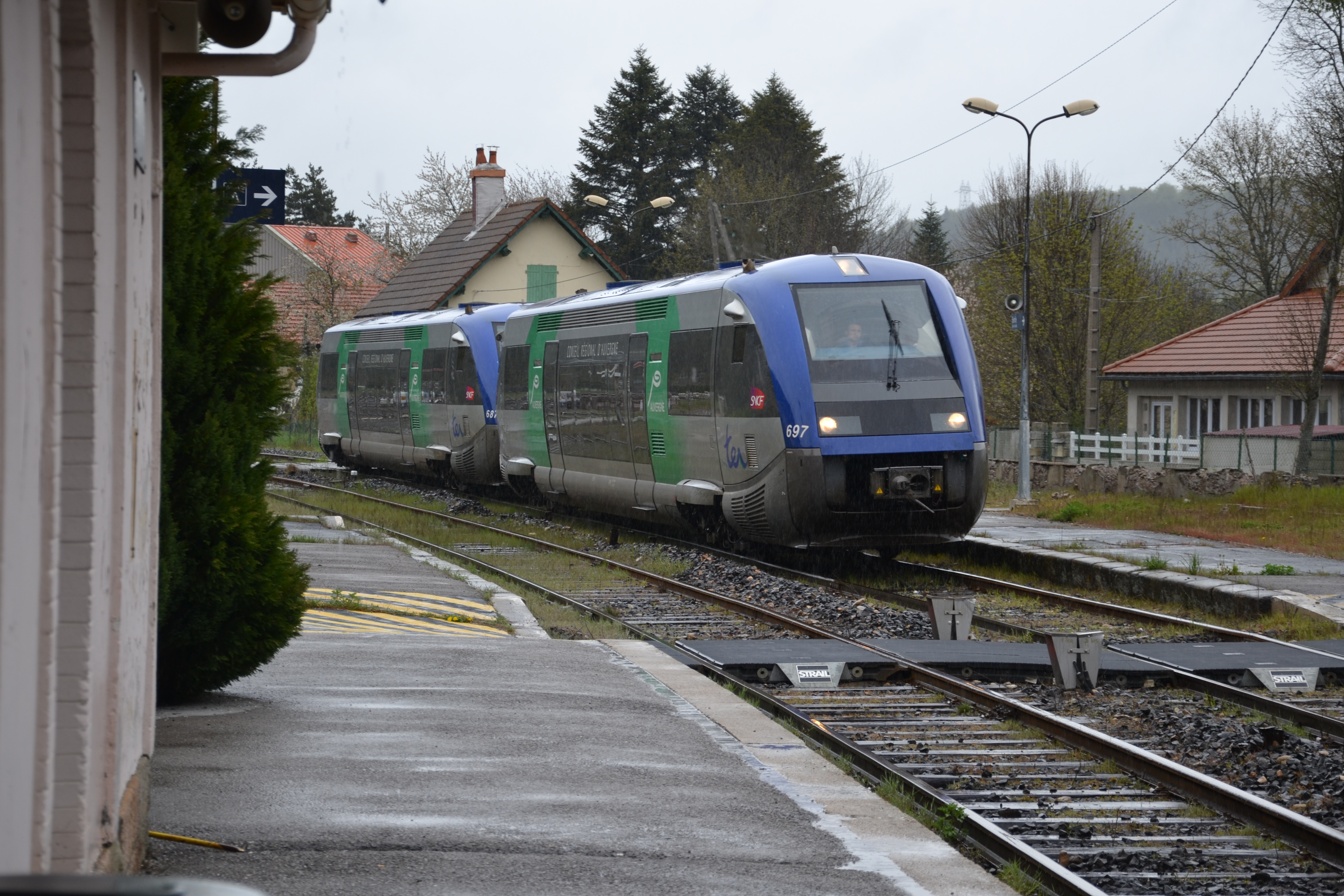
Le Cévenol en gare de La Bastide - Saint-Laurent-les-Bains en 2016.